# Přenašeč

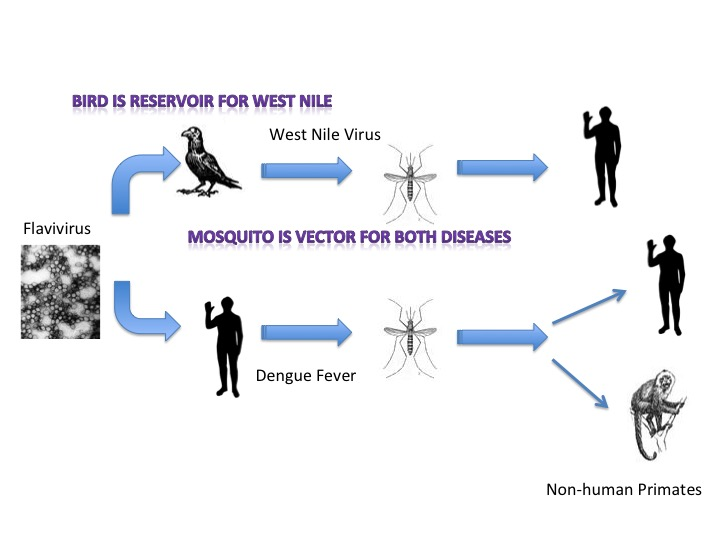
šíření flaviviru, přenašečem je tu komár

Přenašeč je v širším slova smyslu organismus (jedinec), který přenáší onemocnění. V tomto ohledu se však spíše užívá označení vektor.
V užším a mnohem obvyklejším významu je přenašečem individuum (druh), které přenáší onemocnění, aniž by samo vykazovalo příznaky choroby (též „skrytý přenašeč“). Jeho netečnost může být podmíněna druhovými vlastnostmi (klíště přenášející klíšťovou encefalitidu či lymskou borreliózu) nebo individuální imunitou (např. Tyfová Mary).
U genetických chorob se za přenašeče označují zdraví šiřitelé vadných genů (např. žena s jednou vadnou alelou podmiňující hemofílii).